# Adam Fantilli
Adam Fantilli (né le 12 octobre 2004 à Nobleton dans la province de l'Ontario au Canada) est un joueur professionnel canadien de hockey sur glace. Il évolue au poste d'attaquant.

## Biographie

### Carrière en club
En 2020, il commence sa carrière junior dans l'USHL avec le Steel de Chicago. Le Steel remporte la Coupe Clark 2021. Fantilli est alors nommé meilleur joueur des séries éliminatoires de la Coupe Clark. En 2022, il rejoint les Wolverines du Michigan dans le championnat NCAA. Il est choisi au 1er tour, en 3e position par les Blue Jackets de Columbus lors du repêchage d'entrée dans la LNH 2023. Il joue son premier match dans la Ligue nationale de hockey avec les Blue Jackets le 12 octobre 2023 face aux Flyers de Philadelphie et enregistre une assistance. Il marque son premier but le 21 octobre 2023 face au Wild du Minnesota.

### Carrière internationale
Il représente le Canada au niveau international. Il prend part aux sélections jeunes.

## Trophées et honneurs personnels

### USHL
- 2020-2021 : nommé dans la deuxième équipe des recrues.
- 2020-2021 : nommé meilleur joueur des séries éliminatoires.
- 2021-2022 : nommé dans la première équipe des étoiles.

### NCAA
- 2022-2023 : remporte le Trophée Tim Taylor de la meilleure recrue.
- 2022-2023 : remporte le Trophée Hobey-Baker.

## Statistiques
| Saison    | Équipe                   | Ligue   |    | Saison régulière | Saison régulière | Saison régulière | Saison régulière | Saison régulière |   | Séries éliminatoires | Séries éliminatoires | Séries éliminatoires | Séries éliminatoires | Séries éliminatoires |
| Saison    | Équipe                   | Ligue   | PJ | B                | A                | Pts              | Pun              | PJ               | B | A                    | Pts                  | Pun                  |                      |                      |
| 2020-2021 | Steel de Chicago         | USHL    | 49 | 18               | 18               | 36               | 22               | 8                | 8 | 1                    | 9                    | 2                    |                      |                      |
| 2021-2022 | Steel de Chicago         | USHL    | 54 | 37               | 37               | 74               | 93               | 3                | 0 | 1                    | 1                    | 2                    |                      |                      |
| 2022-2023 | Wolverines du Michigan   | Big Ten | 36 | 30               | 35               | 65               | 67               | -                | - | -                    | -                    | -                    |                      |                      |
| 2023-2024 | Blue Jackets de Columbus | LNH     | 49 | 12               | 15               | 27               | 16               | -                | - | -                    | -                    | -                    |                      |                      |

### En équipe nationale
| Année | Compétition                          |    | PJ | B | A | Pts | Pun | +/-             |  | Résultat |
| 2022  | Championnat du monde moins de 18 ans | 4  | 1  | 5 | 6 | 0   | 0   | Cinquième place |  |          |
| 2023  | Championnat du monde junior          | 7  | 2  | 3 | 5 | 2   | +2  | Médaille d'or   |  |          |
| 2023  | Championnat du monde                 | 10 | 1  | 2 | 3 | 29  | +3  | Médaille d'or   |  |          |